# Teatre Lliure

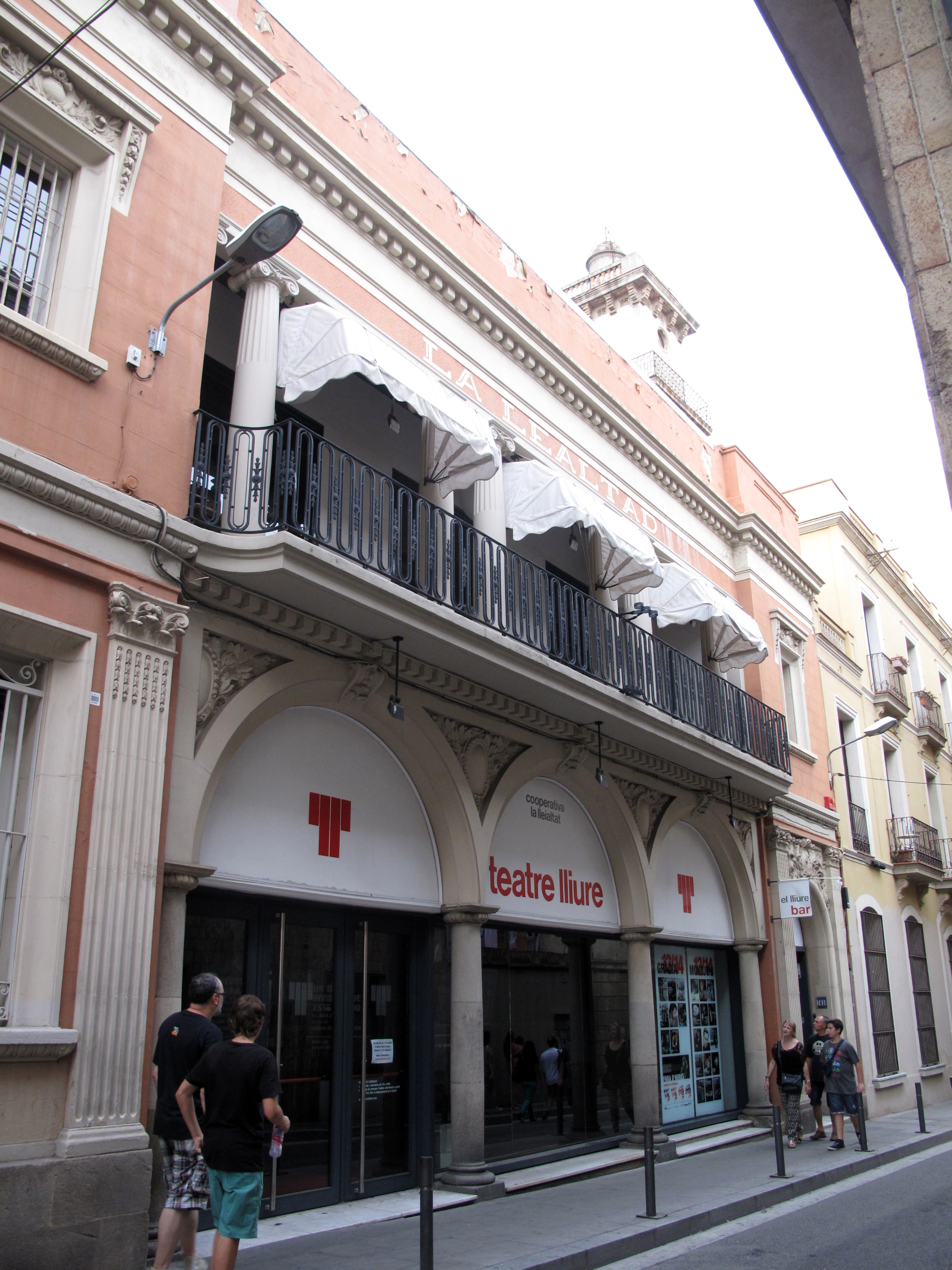
El Lliure de Gracia, en la calle Montseny de Barcelona.

El Teatre Lliure (Teatro Libre en español) es un teatro de Barcelona, España. Creado en 1976, en el barrio de Gracia, por un grupo de profesionales procedentes del teatro independiente barcelonés, destacó por su apuesta por el teatro de texto en catalán, la relectura de los clásicos y su apuesta por el teatro contemporáneo. El Teatre Lliure también produce montajes propios, varios de los cuales han sido exportados a otras ciudades europeas y americanas. En sus salas alterna el teatro, desde el principio, con la música y la danza.

## Historia
Los promotores de su creación, bajo el liderazgo de Fabià Puigserver, fueron Carlota Soldevila, Lluís Pasqual y Pere Planella. El teatro se instaló en el edificio de la sociedad Cooperativa La Lealtad, en la calle Montseny del Barrio de Gracia, tras unas obras de remodelación.
En 1988 pasó de ser una cooperativa a una fundación privada, la Fundació Teatre Lliure-Teatre Públic de Barcelona, una fórmula organizativa que permitiría facilitar los convenios con las administraciones y asegurar estabilidad. Su equipo gestor estaba liderado por Fabià Puigserver y formado por Josep Montanyès, Carlota Soldevila, Lluís Pasqual, el arquitecto Manuel Núñez, el abogado José María Socías Humbert y Guillem-Jordi Graells. En 1989 pasó a formar parte de la Unión de Teatros de Europa que acababan de fundar Lluís Pasqual y Giorgio Strehler, para permitir coproducciones y programaciones cruzadas entre sus teatros miembros.
El Lliure de Gracia pronto empezó a quedarse pequeño por lo que empezaron a buscar un local más amplio. En 1991, el alcalde de Barcelona Pasqual Maragall les ofreció ser parte del proyecto Ciutat del Teatre que abarcaba la rehabilitación del antiguo edificio del Mercado de las Flores, un edificio de nueva construcción para el Instituto del Teatro y el Palacio de la Agricultura de la Exposición Internacional de Barcelona de 1929 para el Lliure en la montaña de Montjuïc de Barcelona. Gracias a un acuerdo entre el ayuntamiento y la diputación de Barcelona, a los que se unieron más adelante la Generalidad, el ministerio de Fomento y el ministerio de Cultura, la nueva sede del Lliure se inauguró en 2001. Cuenta con dos nuevas salas: el Teatro Fabià Puigserver, con una capacidad de casi 800 espectadores, y el Espai Lliure, con una capacidad de unos 200 espectadores. Las salas están equipadas con una tecnología avanzada que permite modificar en pocos minutos el ordenamiento de estas, cambiando de lugar el escenario y la platea, ampliando el aforo y facilitando el montaje escénico.
La primera sede del teatro en el barrio de Gracia, cerró en 2003 para reabrir sus puertas en septiembre de 2010 tras una profunda remodelación y adecuación técnica, con el nombre de Lliure de Gràcia.
El Teatre Lliure tiene dos compañías residentes, la compañía de danza Gelabert-Azzopardi desde 2003 y la compañía del compositor y creador Carles Santos desde 2009.
Es miembro de la red transnacional de teatros Mitos21.

## Directores artísticos del Teatre Lliure
- 1991-1992: Lluís Pasqual
- 1992-1998: Lluís Homar
- 1998-2000: Guillem-Jordi Graells y Lluís Pasqual
- 2000-2002: Josep Montanyès
- 2003-2011: Àlex Rigola
- 2011-2018: Lluís Pasqual
- 2019-2024: Juan Carlos Martel Bayod
- 2024-actual: Julio Manrique